# Route 370 (Québec)
Pour les articles homonymes, voir Route 370.
La route 370 (R-370) est une route régionale québécoise d'orientation est / ouest située sur la rive nord du fleuve Saint-Laurent. Elle dessert la région administrative des Laurentides.

## Tracé
La courte route 370 sert uniquement de lien entre deux villes. En effet, elle débute à l'angle de la route 117 à Sainte-Adèle et se termine une douzaine de kilomètres plus loin au cœur de Sainte-Marguerite-du-Lac-Masson.

## Localités traversées (d'ouest en est)
Liste des municipalités dont le territoire est traversé par la route 370, regroupées par municipalité régionale de comté.

### Laurentides
Les Pays-d'en-Haut
- Sainte-Adèle
- Sainte-Marguerite-du-Lac-Masson

## Intersections majeures
| MRC                | Municipalité                    | km    | Destinations                                                     | Notes                                                                                         |
| ------------------ | ------------------------------- | ----- | ---------------------------------------------------------------- | --------------------------------------------------------------------------------------------- |
| Les Pays-d'en-Haut | Sainte-Adèle                    | 0,00  | R-117 vers A-15 sud – Piedmont, Val-Morin                        |                                                                                               |
| Les Pays-d'en-Haut | Sainte-Adèle                    | 0,80  | A-15 nord – Sainte-Agathe-des-Monts                              | Sortie 69 de l'A-15; pas d'accès vers A-15 sud; pas d'accès depuis A-15 nord vers R-370 ouest |
| Les Pays-d'en-Haut | Sainte-Marguerite-du-Lac-Masson | 12,60 | Chemin Masson – Entrelacs, Sainte-Lucie-des-Laurentides, Estérel |                                                                                               |
| - Accès incomplet  |                                 |       |                                                                  |                                                                                               |